# Шебалинское сельское поселение (Ростовская область)
Шебалинское сельское поселение — муниципальное образование в Заветинском районе Ростовской области. 
Административный центр поселения — хутор Шебалин.

## Состав сельского поселения
| № | Населённый пункт  | Тип населённого пункта        | Население |
| - | ----------------- | ----------------------------- | --------- |
| 1 | Крылов            | хутор                         | 155       |
| 2 | Новоиловлиновский | хутор                         | ↗161      |
| 3 | Шебалин           | хутор, административный центр | ↗928      |

## Население
| 2010  | 2012  | 2013  | 2014  | 2015  | 2016  | 2017  |
| ----- | ----- | ----- | ----- | ----- | ----- | ----- |
| 1272  | ↘1241 | ↗1262 | ↘1260 | ↘1252 | ↗1263 | ↗1272 |
| 2018  | 2019  | 2020  | 2021  |       |       |       |
| ↘1268 | ↘1259 | ↘1247 | ↘1237 |       |       |       |